# Peter Frampton (musicista)
(Peter Frampton)
Peter Kenneth Frampton (Londra, 22 aprile 1950) è un cantante, musicista e polistrumentista britannico, vincitore di diversi Grammy, conosciuto soprattutto per la sua carriera solista negli anni settanta.

## Biografia
All'età di dieci anni Frampton suonò in una band chiamata Little Ravens. Lui e David Bowie erano alunni dell'Istituto tecnico di Bromley (dove il padre di Peter, Owen, era il direttore del ramo artistico), e di conseguenza i Little Ravens suonarono spesso assieme alla band di Bowie chiamata George and the Dragons.
La prima apparizione di Frampton negli Stati Uniti avvenne in uno sconosciuto locale a Long Island (New York), chiamato Rock Pile. Il gruppo si chiamava Humble Pie, per il quale Frampton suonava la chitarra solista. Questo gruppo suonò anche in una stazione radio di New York, WNEW-FM.
I primi successi, comunque, arrivarono quando era un componente dei The Herd, con i quali conquistò i giovanissimi in Gran Bretagna. Assieme a Steve Marriott, ex cantante degli Small Faces fondò gli Humble Pie; in seguito collaborò come autore negli album di Harry Nilsson, Jim Price, Jerry Lee Lewis. Seguirà poi una carriera importante per il cantante- chitarrista, che si farà conoscere con successi come Show Me the Way, Baby I Love Your Way, Do You Feel Like We Do, I'm In You (dall'omonimo album del 1977) e I Can't Stand It No More. Nel 1976, Frampton pubblicò il doppio album Frampton Comes Alive!, una raccolta dal vivo delle sue canzoni più significative, che è stato uno dei dischi più venduti degli anni settanta, risultando inoltre attualmente il "live" più venduto di sempre, con undici milioni di copie (di cui 8 milioni vendute solamente negli Stati Uniti).. L'anno seguente (1977) Frampton pubblicò I'm In You, che pur non ripetendo l'enorme successo di Frampton comes alive, ottenne un notevole successo, raggiungendo la seconda posizione nella classifica degli album compilata da Billboard e fu insignito del disco di platino, per avere venduto oltre un milione di copie: rimane l'album di studio più venduto della carriera di Frampton. Fu inoltre tratto da questo album la "title track", che raggiunse anch'essa la seconda posizione nella classifica dei singoli più venduti di Billboard.
Tra le sue collaborazioni, importante è stata quella con i Bee Gees per la colonna sonora del film Sgt.Pepper's Lonely Hearts Club Band (1978), film in cui ha anche recitato. Nel 1979 Frampton ha pubblicato l'album Where I should be, che ottenne il disco d'oro: questo album conteneva il singolo I Can Stand It No More, di notevole successo negli Stati Uniti, in Europa e persino in Italia, dove Frampton lo presentò (nel novembre del 1979) a "Domenica In". Negli anni '80, Peter Frampton ha poi collaborato con David Bowie per il colossale Glass Spider Tour (1987), in cui ha suonato la chitarra solista: il tour fu un grosso successo al botteghino. Dopo un periodo di transizione, in cui diversi suoi album di studio passarono quasi inosservati, nel 1995 l'artista inglese pubblicò Frampton Comes Alive II (a 20 anni di distanza da Frampton Comes Alive). L'album che conteneva brani degli ultimi album (ma anche brani degli anni '70) non ha ripetuto il successo del precedente, pur avendo avuto critiche positive. In seguito fu tratto anche un DVD. Seguì un lungo periodo di appannamento. Nel 2007 Frampton tornò alla ribalta, ricevendo un Grammy Award per il miglior album strumentale per Fingerprints, pubblicato l'anno precedente.

## Vita privata
Frampton è stato sposato quattro volte. La prima con Mary Lovett (dal 1971 al 1973), in seguito con Penny McCall (dal 1974 al 1980), Barbara Gold (dal 1983 al 1993, da cui ha avuto due figli) e Tina Elfers (dal 13 gennaio 1996, da cui ha avuto un figlio).

## Discografia

### Album in studio
- 1972 - Wind of Change
- 1973 - Frampton's Camel
- 1974 - Somethin's Happening
- 1975 - Frampton
- 1977 - I'm in You
- 1979 - Where I Should Be
- 1981 - Breaking All the Rules
- 1982 - The Art of Control
- 1986 - Premonition
- 1989 - When All the Pieces Fit
- 1994 - Peter Frampton
- 2003 - Now
- 2006 - Fingerprints
- 2010 - Thank You Mr. Churchill
- 2014 - Hummingbird in a box
- 2017 - Grits and Cornbread
- 2019 - All Blues
- 2021 - Frampton Forgets the Words

### Album dal vivo
- 1976 - Frampton Comes Alive!
- 1995 - Frampton Comes Alive II
- 2000 - Live in Detroit
- 2004 - Live in San Francisco March 24, 1975
- 2004 - 2004 Summer Tour

### EP
- 1980 - Rise Up

## Filmografia parziale
- Il figlio di Dracula (Son of Dracula), regia di Freddie Francis (1974)
- Sgt. Pepper's Lonely Hearts Club Band, regia di Michael Schultz (1978)
- La squadriglia delle pecore nere (Black Sheep Squadron) – serie TV, 1 episodio (1978)